# ناصر مجتبائی
ناصر مجتبائی سیاست‌مدار ایرانی بود، که در دوره بیست و چهارم مجلس شورای ملی به عنوان نماینده محلات از استان مرکزی در مجلس شورای ملی حضور داشت.